# Kälberwerder (Berlin)
Die Insel Kälberwerder oder einfach der Kälberwerder ist eine rund 5000 m² große Insel in der Havel. Sie gehört zum Berliner Ortsteil Berlin-Wannsee. Eigentümer der Insel ist der Ruderklub am Wannsee. Die Insel liegt in der Berliner Unterhavel knapp 400 Meter nordöstlich der Pfaueninsel. Kälberwerder wurde im Jahr 1909 von Albert Thiemt, Mitglied im Ruderklub am Wannsee, gekauft; er stellte sie dem Verein zuerst unentgeltlich zur Verfügung und vererbte sie im Jahr 1926 dem Ruderklub am Wannsee. Zu Ehren der beiden Olympiasieger (1936 und 2004) wurden auf der Insel jeweils eine Eiche (1936 die damals vergebene Olympia-Eiche) gepflanzt und Bronzetafeln aufgestellt.
Kälberwerder gehörte – einschließlich der unmittelbar umliegenden Seefläche – zunächst zur ehemaligen Landgemeinde Cladow und ab 1920 zum Berliner Ortsteil Kladow. Ab 1938 gehörte sie zum damaligen Bezirk Zehlendorf und seit 2001 zum Bezirk Steglitz-Zehlendorf.